# Ixopay
Ixopay Gmbh är ett österrikiskt teknikföretag som driver en betalningsplattform. Ixopay är en del av Ixolit Group.

## Historia
Ixopay grundades 2014 i Wien i Österrike av Rene Siegl och Nathalie Siegl.
Under 2016 lanserades den första plattformen för betalningsfunktioner. Under 2018 släppte Ixopay en white label-lösning.
Företaget samarbetar med ett antal finans- och teknikföretag inom betalningsbranschen. Från och med 2021 fanns 140 betalningsleverantörer integrerade i systemet. Ixopay samarbetar sedan 2018 med Paysafe och sedan 2020 med Paydoo.
2021 startade Ixopay samarbete med Vyne, Fraudio, Payaut, MULTISAFEPAY, Silverflow, Fraugster.
2022 inledde företaget samarbete med GoCardless, FinTecSystems, Hawk AI.